# Jjigae

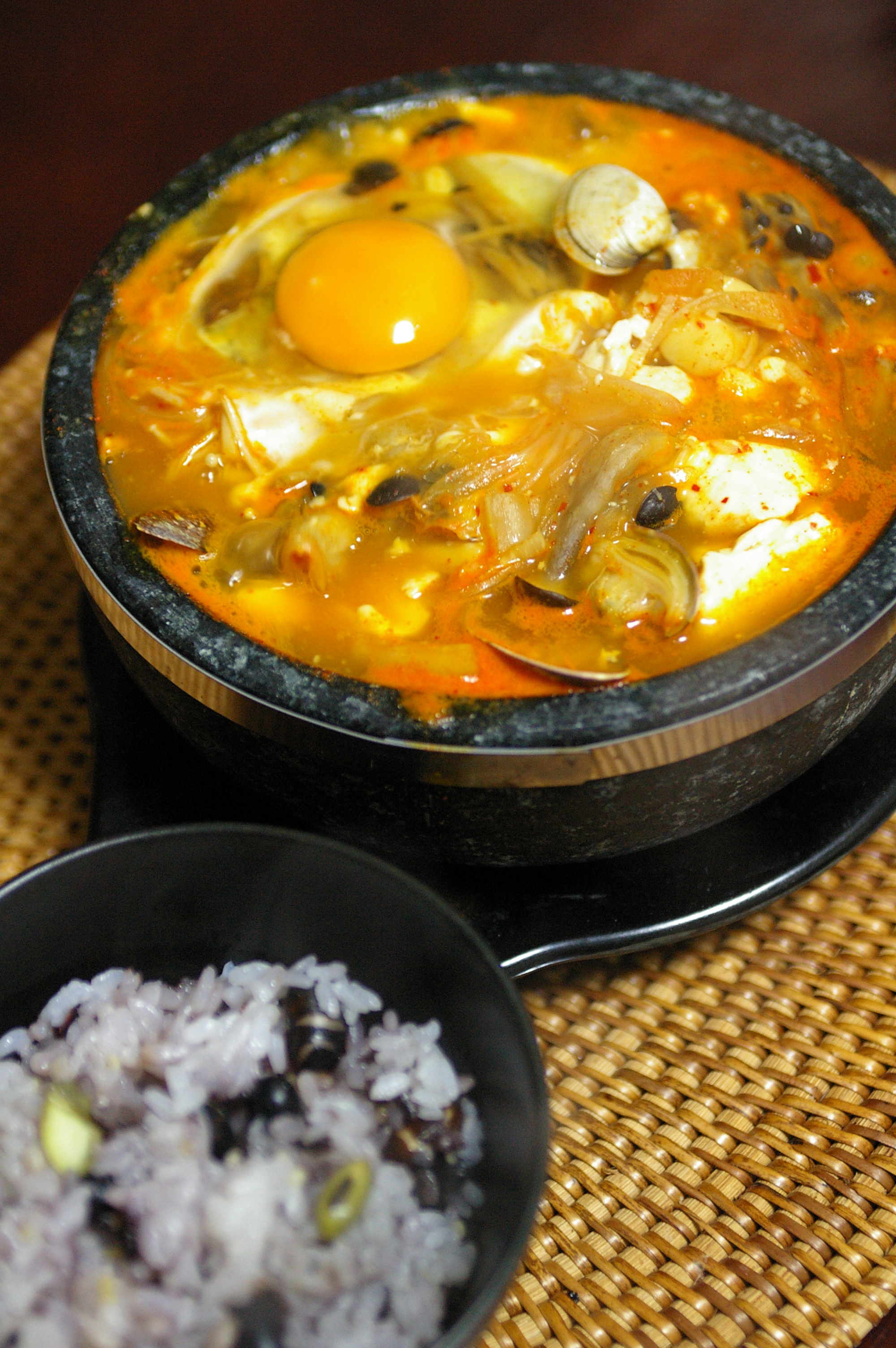
Sundubu jjigae con un cuenco de arroz cocido.

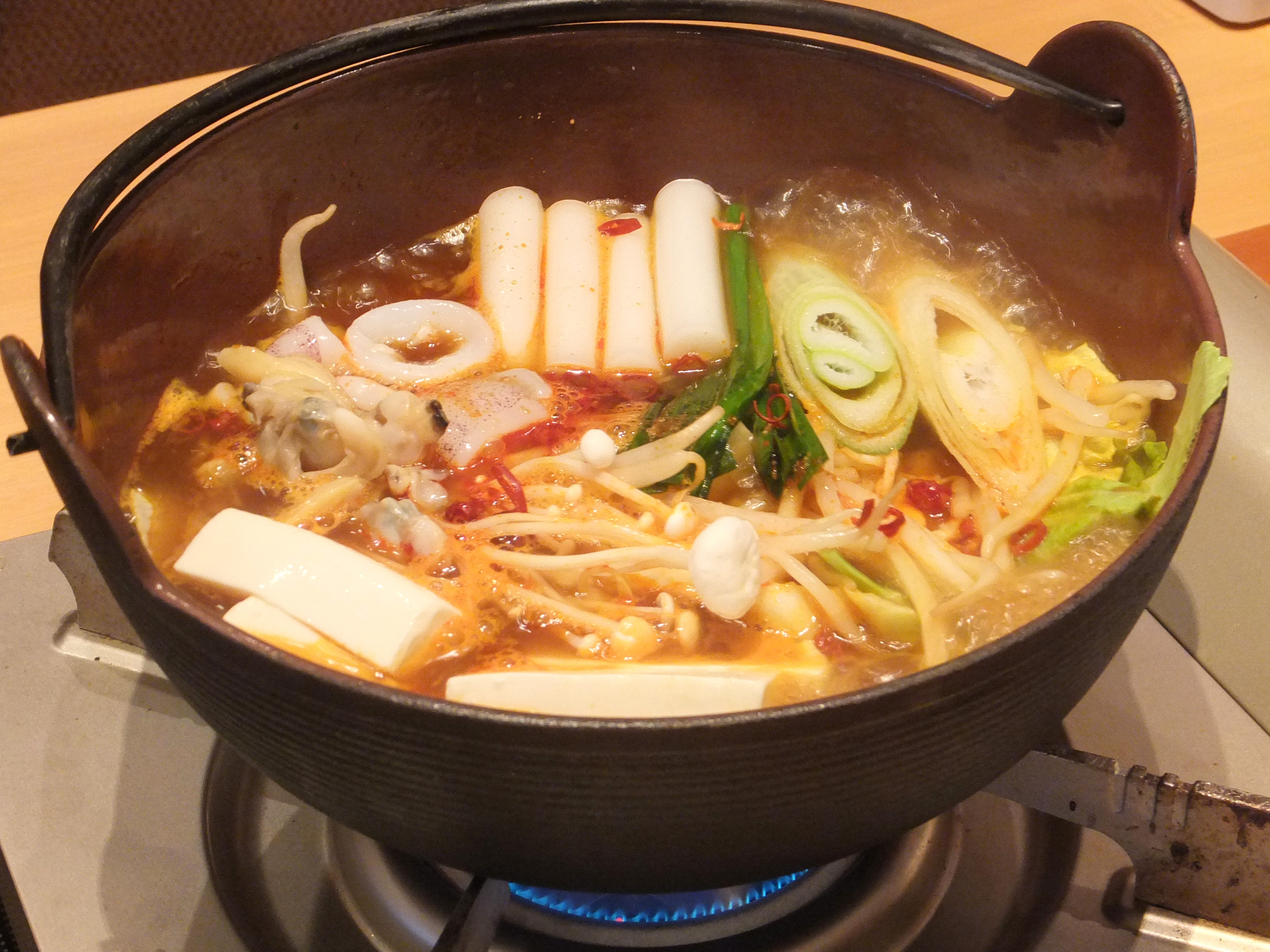

Jjigae (pronunciado como chi-gué) es un plato de la cocina coreana similar a los estofados occidentales. Un jjigae típico está fuertemente aliñado con chiles y se sirve a los comensales hirviendo. Una comida coreana estándar incluye por regla general o un jjigae o una sopa. 

## Tipos de Jjigae
Los jjigaes se pueden dividir en diversas categorías, dependiendo tanto de su ingredente principal como del caldo con el que se elabore. Los tipos más comunes de jjigae incluyen:
- Kimchi jjigae, elaborado con kimchi y otros ingredientes.
- Sundubu jjigae, elaborado con tofu y otros ingredientes.
- Doenjang jjigae, elaborado con un caldo de doenjang.
- Gochujang jjigae, elaborado con un caldo de gochujang.
- Cheonggukjang jjigae, elaborado con cheonggukjang y otros ingredientes.
- Budae jjigae, elaborado con un caldo especiado y diversas carnes y otros ingredientes.